# 河川情報センター
一般財団法人河川情報センター（かせんじょうほうセンター、Foundation of River & Basin Integrated Communications,JAPAN、略称：FRICS）は、洪水、土砂災害などの災害から人々や資産を守るために、河川・流域情報の収集・加工・発信、河川・流域情報に係わる調査・研究をしている法人。元国土交通省河川局所管。

## 概要
- 所在：東京都千代田区麹町1-3　ニッセイ半蔵門ビル
- 理事長：布村明彦（元：国土交通省国土技術政策総合研究所長）
- 河川情報研究所長：池内幸司（元：国土交通省技監、元：東京大学教授）

## 目的
河川及び流域の情報の収集、処理・加工、解析、保管及び提供に関する調査研究及び技術開発を行うことにより、情報管理及び情報提供の手法を確立し、その成果を広く国、地方公共団体その他の防災機関及び国民社会に提供するとともに、その活用の促進を図り、もって水災害による被害の軽減及び危機管理・河川の適正な管理及び利用の増進に資する。 

## 組織
- 総務部
- 企画・調整部
  - 顧客サービス室
- 情報普及推進部
  - システムエンジニアリング室
- 情報開発部
- 情報基盤整備部
- 情報技術システム部
- 危機管理業務部
  - 災害演習システム室
- 流域情報業務部

（河川情報研究所）
- 研究第１部
- 研究第２部
- 研究第３部

（地方センター）札幌、仙台、東京、新潟、名古屋、大阪、広島、高松、福岡

## 関連事項
- ハザードマップ（水害）
- 河川